# Hincksina pallida
Hincksina pallida är en mossdjursart som först beskrevs av Walter Douglas Hincks 1884.  Hincksina pallida ingår i släktet Hincksina och familjen Flustridae. Inga underarter finns listade i Catalogue of Life.